# Amnirana amnicola
Espèce
Synonymes
- Hylarana amnicola Perret, 1977

Statut de conservation UICN

 LC  : Préoccupation mineure
Amnirana amnicola est une espèce d'amphibiens de la famille des Ranidae.

## Répartition
Cette espèce se rencontre  au Cameroun, au Gabon, en Guinée équatoriale et dans le centre-Nord de la République populaire du Congo. Sa présence est incertaine en République du Congo et en République centrafricaine.

## Publication originale
- Perret, 1977 : Les Hylarana (Amphibiens, Ranidés) du Cameroun. Revue suisse de zoologie, vol. 84, no 4, p. 841-868 (texte intégral).